# Podolany (Podlachie)
Podolany est un village de Pologne, situé dans la gmina de Białowieża, dans le Powiat de Hajnówka, dans la voïvodie de Podlachie.

## Source
- (en) Cet article est partiellement ou en totalité issu de l’article de Wikipédia en anglais intitulé « Podolany, Podlaskie Voivodeship » (voir la liste des auteurs).